# Jüdischer Friedhof (Rousínov)

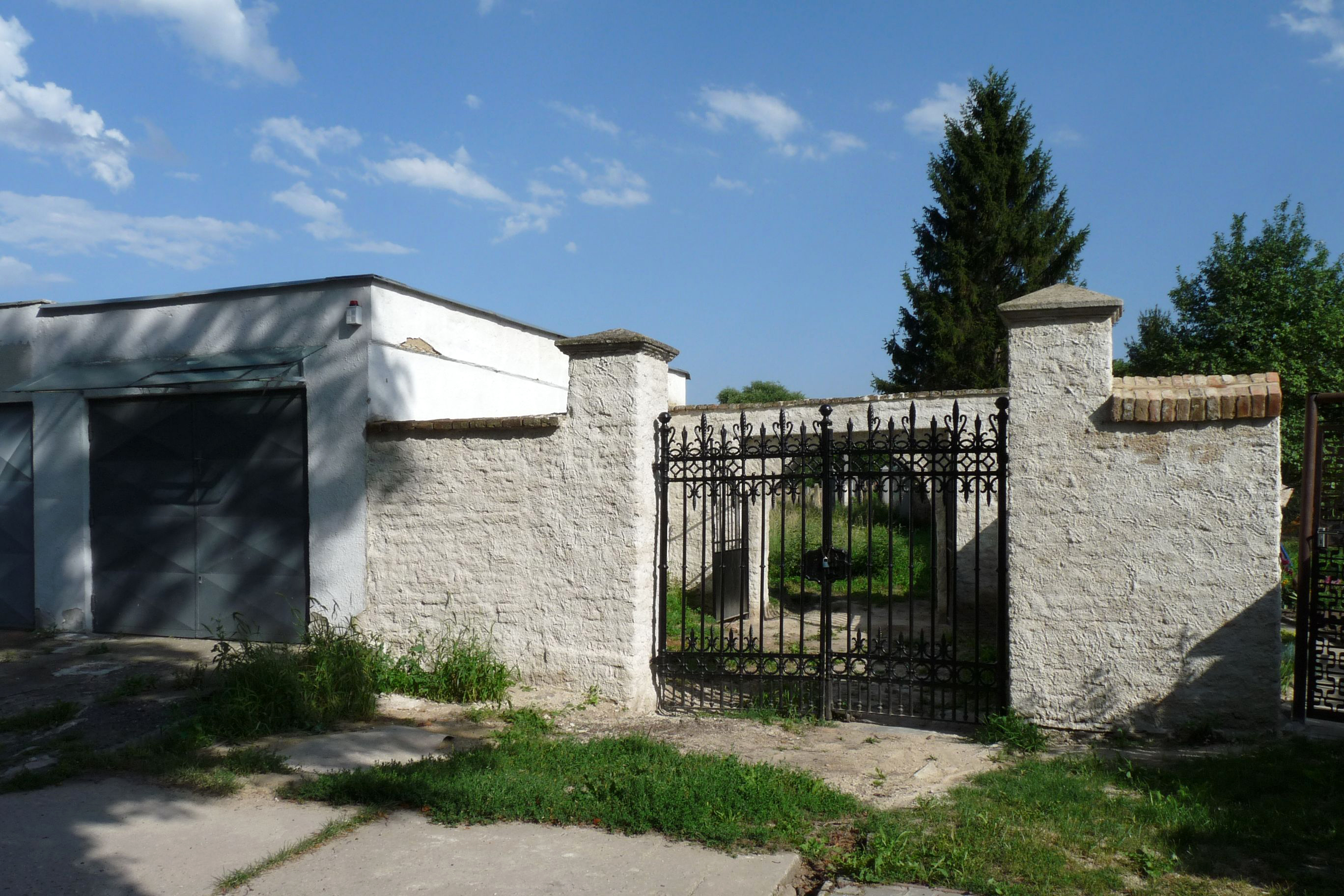
Eingang zum jüdischen Friedhof in Rousínov

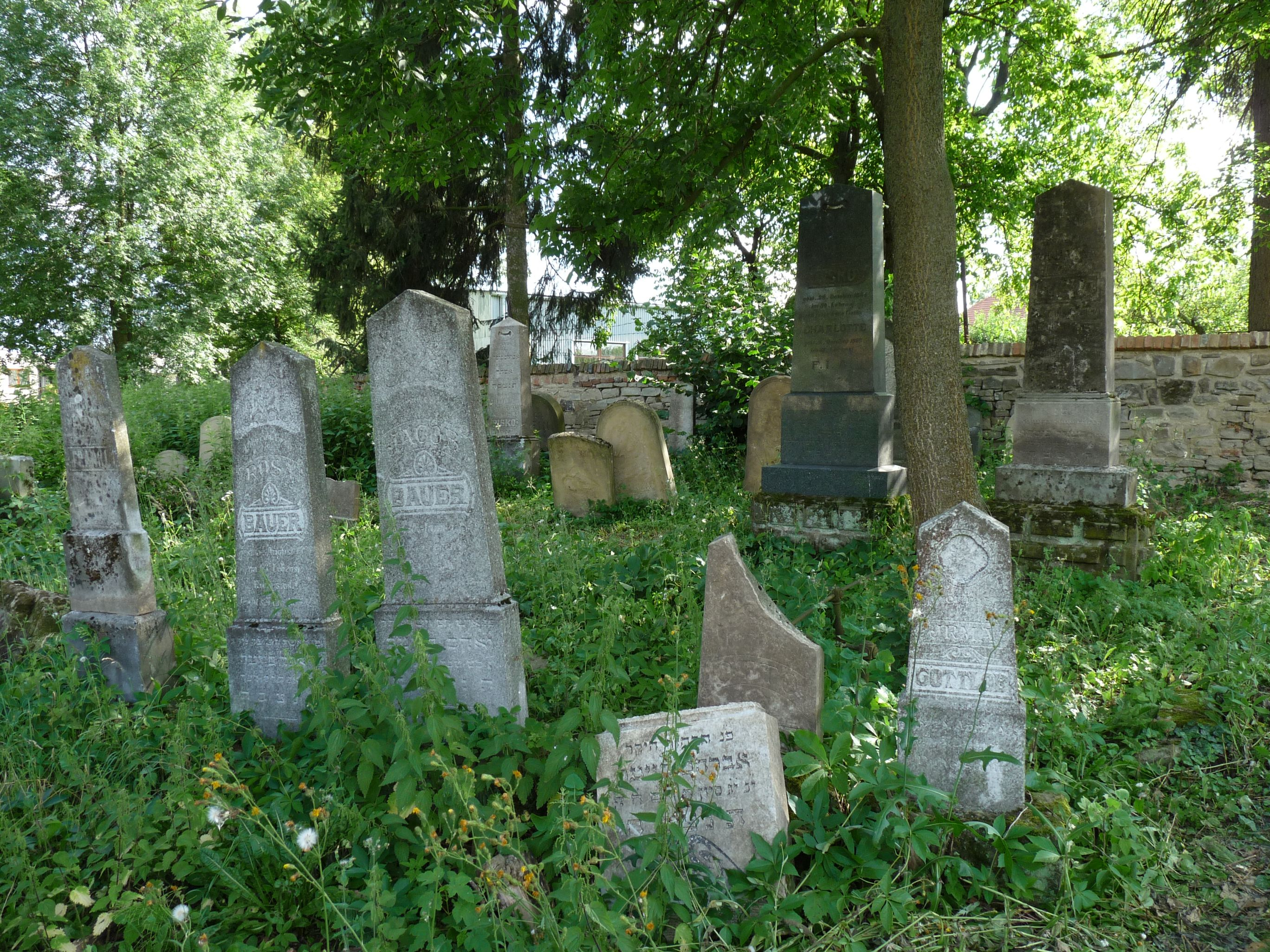
Grabsteine

Der Jüdische Friedhof in Rousínov (deutsch Neu Raußnitz), einer Stadt im Okres Vyškov in Tschechien, wurde vermutlich im 16. Jahrhundert angelegt. Auf dem jüdischen Friedhof mit barocken und klassizistischen Grabsteine ist der älteste Grabstein aus dem Jahr 1695.